# Felix Moeschlin
Felix Moeschlin (* 31. Juli 1882 in Basel; † 4. Oktober 1969 ebenda) war ein Schweizer Schriftsteller, Journalist und Nationalrat.

## Leben und Werk
Felix Moeschlin nahm nach dem Schulbesuch in Basel ein Studium der Geologie, Botanik und Ökonomie in Basel und Zürich auf, das er jedoch nicht abschloss. 1905 begann er, als Journalist zu arbeiten; 1909 erschien sein erster Roman. Von 1909 bis 1914 lebte er mehrheitlich in Schweden, wo er sich mit der schwedischen Malerin und Illustratorin Elsa Moeschlin-Hammar verheiratete. Ihre gemeinsamen Söhne waren Walter Johannes und Sven. Später zog die Familie ins Tessin in der Schweiz.
Von 1915 bis 1920 war er als Vorgänger von Hans Roelli Kurdirektor in Arosa und Redaktor der Monatshefte Schweizerland; später arbeitete er auch für Zeitungen wie Die Tat oder die National-Zeitung.  Seit 1924 war er Präsident, ab 1942 Ehrenpräsident des Schweizerischen Schriftstellerverbands (SSV). Von 1939 bis 1947 war er für den Landesring der Unabhängigen im Nationalrat.
Moeschlin ist überwiegend als Autor von Romanen hervorgetreten und gilt als Repräsentant der geistigen Landesverteidigung. Sein Roman Wir wollen immer Kameraden sein wurde als Der Mann aus dem Schützengraben bei einem Roman-Preisausschreiben des Hamburger Fremdenblattes und der Münchner Neuesten Nachrichten ausgezeichnet. 1947 erschien seine umfangreiche, quellengestützte Geschichte des Gotthardtunnel-Baus. Er gab 1923 eine Neubearbeitung des Jugendbuch-Klassikers Der Schweizerische Robinson von Johann David Wyss heraus, die 1944 von der Büchergilde Gutenberg und 1985 vom Fischer Verlag, Münsingen, neu aufgelegt wurde.

## Auszeichnungen
- 1913: Förderpreis der Schweizerischen Schillerstiftung
- 1933: Dr. h. c. der Universität Zürich
- 1935: Zürcher Literaturpreis
- 1962: Solothurner Kunstpreis

## Werke
- Die Königschmieds. Roman. Wiegandt und Grieben, Berlin 1909.
- Hermann Hitz. Roman. Wiegandt und Grieben, Berlin 1910.
- Der Amerika-Johann. Ein Bauernroman aus Schweden. Sarasin, Leipzig 1912; Neuausgabe: Ex Libris (Frühling der Gegenwart), Zürich 1981.
- Grenzbesetzungsverse. Francke, Bern 1914.
- Brigitt Rössler und andere Erzählungen (hg. v. Jakob Bührer). Orell Füssli, Zürich o. J. (1916?)
- Schalkhafte Geschichten. Huber, Frauenfeld 1916.
- Die Revolution des Herzens. Ein Schweizerdrama 1917. Rascher, Zürich 1918.
- Die vier Verliebten. Roman. Grethlein, Zürich 1919. Büchergilde Gutenberg, Zürich 1953.
- Der glückliche Sommer. Roman. Grethlein, Zürich 1920.
- Wachtmeister Vögeli. Roman. Grethlein, Zürich 1922.
- Wie Hans doch noch ein Lehrling wurde. Schweizer Jugendschriften, Bern 1923.
- Meine Frau und ich und andere Erzählungen. Orell Füssli, Zürich 1925.
- Die Vision auf dem Lofot. Roman. Orell Füssli, Zürich 1926.
- Wir wollen immer Kameraden sein. Roman. Grethlein, Zürich 1926.
- Das erlösende Lächeln. Erzählungen. Gute Schriften (GS 158), Basel 1928.
- Schnee, Winter, Sonne. Text zu 48 Fotos von Albert Steiner. Rotapfel, Erlenbach 1930.
- Amerika vom Auto aus. 20000 km USA. Mit 154 Bildern nach Aufnahmen von Kurt Richter. Rentsch, Erlenbach/Leipzig 1930.
- Barbar und Römer. Roman (über Mussolini). Francke, Bern 1931.
- Die zehnte Frau. Lustspiel in einem Akt. Rascher, Zürich 1931.
- Der auferstandene Heiland. Erzählungen. Orell Füssli, Zürich 1933.
- Weltkolonisation, Auswanderung! Ein Beitrag zum eidgenössischen Arbeitsbeschaffungsprogramm. Der Schweizerische Beobachter, Basel 1934.
- Hans der Ausläufer. Umschlag und Bilder von Elsa Moeschlin. Schweizerisches Jugendschriftenwerk (SJW 38), Zürich 1935.
- Ich suche Land in Südbrasilien. Erlebnisse und Ergebnisse einer Studienreise. (Mit 203 Fotos). Montana, Horw 1936.
- Der schöne Fersen. Roman. Müller, Rüschlikon/Zürich 1937.
- Wir durchbohren den Gotthard. 2 Bände. Büchergilde Gutenberg, Zürich 1947; 2. umgearb. A. (in einem Band): Artemis, Zürich 1957.
- Wie ich meinen Weg fand. Gute Schriften (GS 116), Basel 1953.
- Wohin gehen wir? Dreiflammen, Zürich 1954.
- Ich bin dein, und du bist mein. Aus dem Briefwechsel (mit Elsa Moeschlin). Artemis, Zürich 1955.
- Morgen geht die Sonne auf. Roman. Artemis, Zürich 1958.
- Wunder in der Christnacht. 6 Weihnachtsgeschichten. F. Reinhardt, Basel 1959.
- Das Blumenwunder. Novellen und Skizzen. F. Reinhardt, Basel 1960.